# Addlethorpe
Addlethorpe – wieś w Anglii, w hrabstwie Lincolnshire, w dystrykcie East Lindsey. Leży 58 km na wschód od Lincoln i 190 km na północ od Londynu.